# Tommy Conway
Pour les articles homonymes, voir Conway.
Tommy Conway, né le 6 août 2002 à Taunton en Angleterre, est un footballeur écossais qui joue au poste d'avant-centre à Middlesbrough FC.

## Biographie

### En club
Né à Taunton en Angleterre, Tommy Conway est formé par Bristol City. Après des passages à Yate Town F.C. (en) et Bath City il fait son retour à Bristol. 
Conway joue son premier match avec l'équipe première de Bristol le 5 avril 2021, à l'occasion d'une rencontre de championnat face à Coventry City. Ce jour-là, il entre en jeu à la place de Famara Diédhiou et son équipe s'incline par trois buts à un. Conway inscrit son premier but le 1er mai 2021, lors d'une rencontre de championnat contre le Millwall FC. Il est titularisé mais ne peut empêcher la défaite de son équipe par quatre buts à un,.
Le 21 juillet 2022, Tommy Conway signe un nouveau contrat de trois ans avec Bristol City, soit jusqu'en juin 2025,.

### En sélection
Né en Angleterre, Tommy Conway possède des origines écossaises de par ses grands-parents. Il est convoqué pour la première fois avec l'équipe d'Écosse espoirs le 8 septembre 2022. Conway joue son premier match avec cette sélection le 17 novembre 2022 contre l'Islande. Il est titularisé et son équipe s'incline par deux buts à un.
Il ne figure pas dans la liste élargie de Steve Clarke, le sélectionneur de l'équipe nationale d'Écosse, en vue de la préparation de l'Euro 2024. Cependant, Conway est finalement intégré à cette liste le 4 juin 2024 afin de remplacer Ben Doak, ce dernier étant blessé.